# Municipio de Elvira
El municipio de Elvira (en inglés: Elvira Township) es un municipio ubicado en el condado de Buffalo en el estado estadounidense de Dakota del Sur. En el año 2010 tenía una población de 34 habitantes y una densidad poblacional de 0,27 personas por km².

## Geografía
El municipio de Elvira se encuentra ubicado en las coordenadas 44°3′53″N 98°59′55″O / 44.06472, -98.99861. Según la Oficina del Censo de los Estados Unidos, el municipio tiene una superficie total de 123.68 km², de la cual 123,43 km² corresponden a tierra firme y (0,2 %) 0,25 km² es agua.

## Demografía
Según el censo de 2010, había 34 personas residiendo en el municipio de Elvira. La densidad de población era de 0,27 hab./km². De los 34 habitantes, el municipio de Elvira estaba compuesto por el 91,18 % blancos, el 5,88 % eran amerindios y el 2,94 % eran de una mezcla de razas. Del total de la población el 0 % eran hispanos o latinos de cualquier raza.